# 孤独

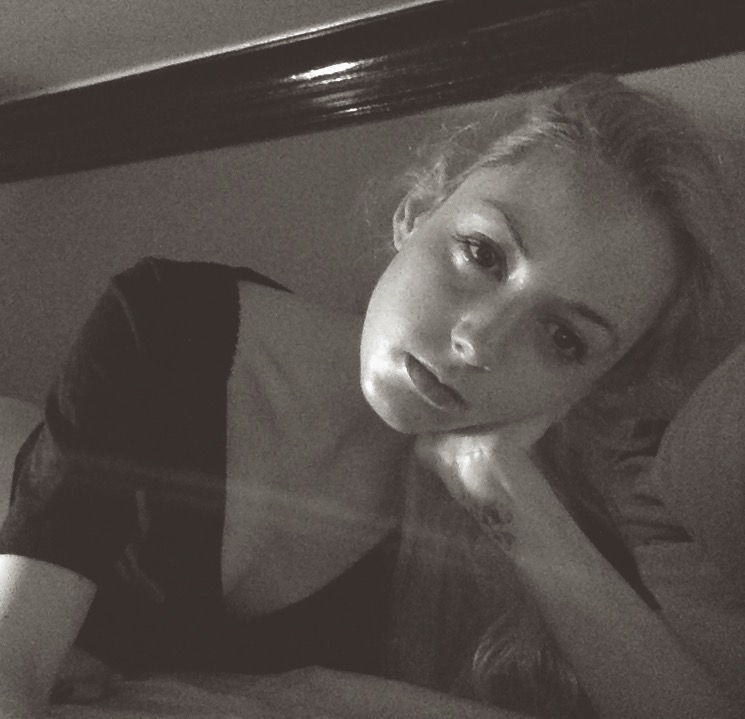
一个孤独的女人凝视着电脑屏幕。

孤独（英語：Loneliness）是对社交孤立的一种复杂而不愉快的情绪反应。孤独通常包括对于与他人缺乏联系或沟通，或是将来可能会与他人失去联系或沟通的焦虑感。因此，即便被其他人包围，也能感觉到孤独。孤独的原因多种多样，包括社会、心理、情感和身体因素。
研究表明，孤独感在整个社会中普遍存在，即便是婚姻、人际关系、家庭、退伍军人以及那些事业成功的人也会有。這個主题自古以来就一直在文学中被探索。孤独也被描述为社会痛苦——一种激励个人寻求社会联系的心理机制。 孤独常常被定义为一个人与他人的联系，或者更具体地说，是“当一个人的社会关系网络在某些重要方面存在缺陷时产生的不愉快的感受”。

## 常见原因
人们可能会因为很多原因而感到孤独，很多生活事件都可能导致孤独，比如童年和青春期缺乏友谊，或者身边缺少有意义的人。同时，孤独也可能是社交或心理问题（如慢性抑郁症）的症状。
许多人第一次感受到孤独，是在他们还是嬰兒的时候被丢在一边独自待着。孤独也是分手、离婚或失去任何重要长期关系的常见后果，虽然通常持续时间不会太久。在这些情况下，它可能源于失去某个特定的人，也可能源于事件或相关悲伤导致的社交圈的退出。
一个人一生中失去一个重要人物，通常会引起悲伤的反应；在这种情况下，即便与他人在一起，也可能感到孤独。孤独也可能发生在婚后孩子出生后（通常表现为产后抑郁），或伴随着任何其他社会关系上的重大变动，比如从家乡搬到一个陌生的社区，导致思鄉病。孤独可以发生在不稳定的婚姻或其他类似性质的亲密关系中，在这种关系中的感觉可能包括憤怒或怨恨，或是无法给予或接受愛的感觉。孤独可能代表了交流的障碍，也可能是由于在人口密度较低的地方，可以交往的人相对较少。 即使被他人包围，人们也会感到孤独。另外孤独可能比吸煙更快加速衰老。
一项双生子研究发现，在成年人孤独感的可测量差异中，遗传因素占了大约一半，这与先前在儿童身上发现的遗传性估计类似。这些基因在男性和女性中以相似的方式运作。这项研究没有发现环境因素对成年人孤独感的普遍影响。

## 類型
孤獨可以分成三類：情緒孤獨、社交孤獨、存在孤獨。

其他細分的類型包括：新環境的孤獨、曲高和寡的孤獨、單身的孤獨、森林裡的孤獨、城市裡的孤獨等等。

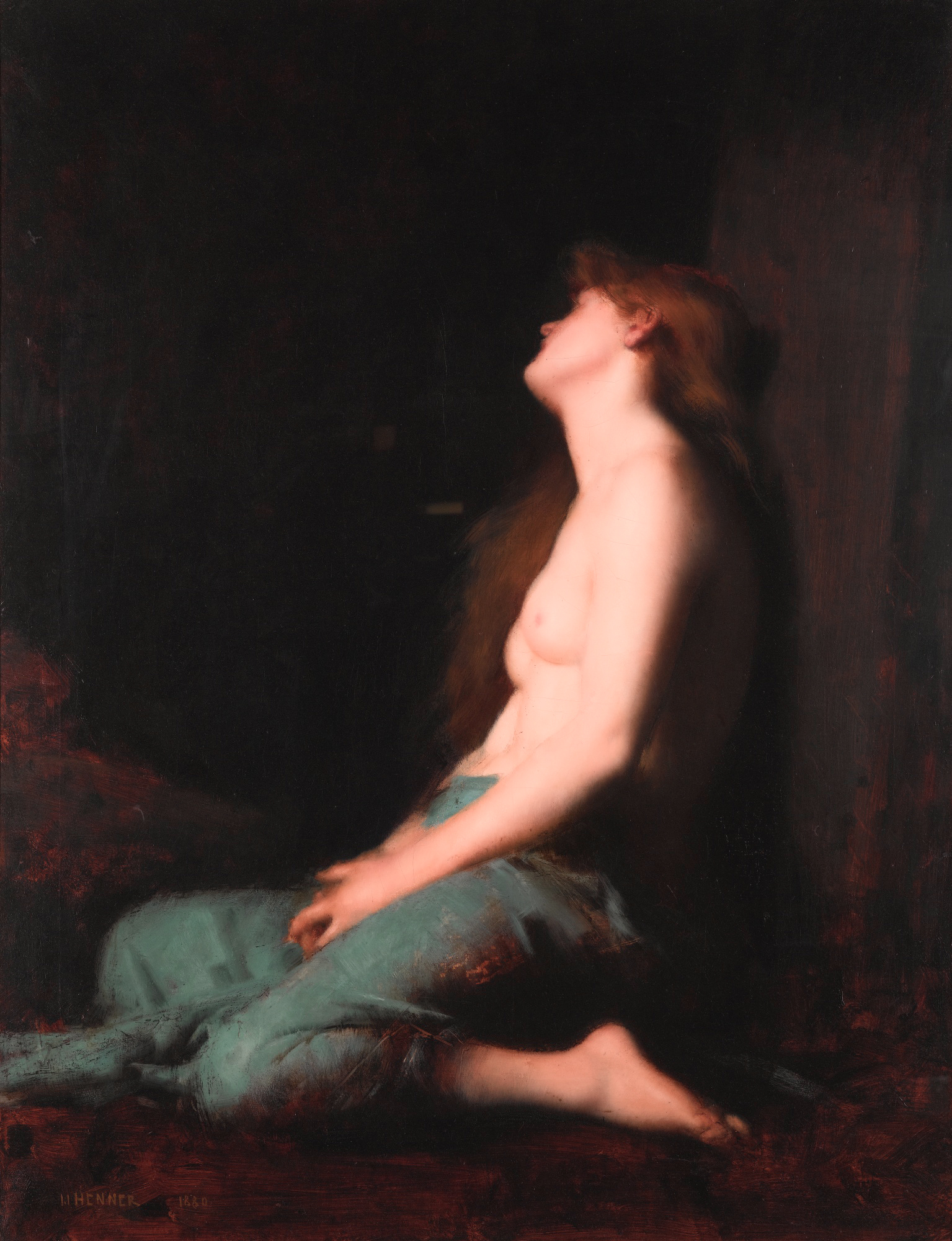
Solitude，讓-雅克·亨納作品

## 延伸阅读
- Belyaev, Igor A. and Lyashchenko, Maksim N. (2020) “Socio-cultural determinacy of human loneliness” （页面存档备份，存于）, Journal of Siberian Federal University. Humanities and Social Sciences, vol. 13, no. 8, pp. 1264–1274, DOI: 10.17516/1997-1370-0640.